# Hàmster rus
L'hàmster rus (Phodopus sungorus) és una espècie d'hàmster nan originari dels camps de blat del Kazakhstan, els prats de Mongòlia, Sibèria i els bedollars de Manxúria. És rodó i sol ser la meitat de gros que l'hàmster daurat. Es caracteritza per tenir una ratlla gruixuda de color gris fosc a l'esquena i els peus peluts. A mesura que s'acosta l'hivern i els dies es van escurçant, el seu pelatge, normalment fosc, es va tornant gairebé completament blanc. Aquest fenomen és poc habitual en els exemplars en captivitat, puix que el fet de viure a l'interior i disposar de llum artificial fa que no reconeguin l'arribada de l'hivern.
És un animal domèstic comú a Europa i Nord-amèrica i un dels hàmsters més fàcils d'amansir. Els exemplars en captivitat tenen un pelatge més variat que els salvatges. Es reprodueixen encara més sovint que els hàmsters daurats i, com que no tenen una temporada de cria fixa, es poden reproduir tot l'any. Les cries es comporten de manera agressiva entre si i les femelles amb cries poden mostrar-se igual d'agressives que els mascles.